# Bergskrabbemal
Bergskrabbemal, Nothris gregerseni, är en fjärilsart som först beskrevs av Ole Karsholt & Jan Šumpich, 2015.  Bergskrabbemal ingår i släktet Nothris, och familjen stävmalar, Gelechiidae. Arten är reproducerande i Sverige och populationen är bedömd som livskraftig, LC. I Finland ses arten som sällsynt migrant och är klassad som tillfällig. Inga underarter finns listade i Catalogue of Life.